# Micropsitta bruijnii
Il pappagallo pigmeo pettorosso (Micropsitta bruijnii) è un uccello della famiglia degli Psittaculidi.